# 埃维·胡图宁
埃维·胡图宁（芬蘭語：Eevi Huttunen，1922年8月23日—2015年12月3日），芬兰女子速度滑冰运动员。她曾代表芬兰参加1960年冬季奥林匹克运动会速度滑冰比赛，获得女子3000米铜牌。